# Флоріан Нойгаус
Флоріан Нойгаус (нім. Florian Neuhaus нім. вимова: [ˈfloːʁiaːn ˈnɔʏ̯haʊ̯s];, нар. 16 березня 1997, Ландсберг-ам-Лех) — німецький футболіст, центральний півзахисник клубу «Боруссія» (Менхенгладбах) та збірної Німеччини.

## Клубна кар'єра
Народився 16 березня 1997 року в місті Ландсберг-ам-Лех. Вихованець футбольної школи клубу «Мюнхен 1860». 21 жовтня 2016 року в матчі проти «Штутгарта» він дебютував у Другій Бундеслізі. Всього відіграв за клуб з Мюнхена 12 матчів у чемпіонаті.
Влітку 2017 року Флоріан перейшов у менхенгладбахську «Боруссію», але для отримання ігрової практики, відразу ж був відданий в оренду дюссельдорфській «Фортуні». 31 липня у матчі проти брауншвейгського «Айнтрахта» він дебютував за новий клуб. У цьому ж поєдинку Флоріан забив свій перший гол за «Фортуну». За підсумками сезону він допоміг команді вийти в еліту. 
Влітку 2018 року Нойхаус повернувся в «Боруссію». 25 серпня в матчі проти «Баєра 04» він дебютував у Бундеслізі. Станом на 6 лютого 2023 року відіграв за менхенгладбаський клуб 133 матчі в національному чемпіонаті.

## Виступи за збірні
З 2016 року залучався до складу молодіжної збірної Німеччини. У 2017 році в складі збірної команди до 20 років взяв участь в молодіжному чемпіонаті світу в Південній Кореї. На турнірі він був запасним і на поле не вийшов.
2019 року поїхав на молодіжний чемпіонат Європи в Італії.